# Міжнародний кінофестиваль у Торонто
Міжнародний кінофестиваль у Торонто (англ. The Toronto International Film Festival (TIFF)) — щорічний кінофестиваль, який проводиться в Торонто (Канада) з 1976 року. Зазвичай фестиваль починається ввечері в перший четвер після канадського Дня Робітників (англ. Labour Day, перший понеділок вересня) і триває десять днів.

## Історія
TIFF розпочався в 1976 році як «Фестиваль фестивалів», збираючи найкращі фільми з інших кінофестивалів по всьому світу і показуючи глядачам в Торонто. Цього першого року 35000 ентузіастів дивилися 127 фільмів з 30 країн. 2009 року ці цифри зросли до 336 фільмів з 64 країн.
Фестиваль Фестивалів (перейменований у Міжнародний кінофестиваль у Торонто в 1995 році) ввів багатьох великих митців світу для аудиторії Торонто. Таких як Райнер Вернер Фассбіндер, Вернер Герцоґ і Вім Вендерс.

## Українські заходи, поєднані з фестивалем
У 2015 році фільм Євгена Афінеєвського «Зима у вогні» отримав приз глядацьких симпатій за найкращий документальний фільм.
Починаючи з 2017 року Україна організовувала паралельний показ низки фільмів. Спочатку були зроблені окремі покази в Інституті св. Володимира, які головно привертали увагу української діаспори, але подальша мета була досягти більшої інтеграції в загальні заходи фестивалю. У 2018 в кінотеатрі Carlton Cinema було показано 7 фільмів — 5 драм, одна трагікомедія і один дитячий пригодницький фільм у жанрі фентезі.

## Скандал 2024 р
У вересні 2024 р. на кінофестивалі виник скандал через демонстрацію фільму російсько-канадської режисерки Анастасії Трофімової «Росіяни на війні» (Russians at War), частково фінансованого на гроші канадських платників податків через Канадський медіафонд. Внаслідок протестів з боку української громади телекомпанія TVO прийняла рішення зняти фільм зі свого онлайн-сервісу, проте фільм був продемонстрований на кінофестивалі.